# Einsatzgruppe
Az Einsatzgruppe (szó szerint kb. bevetési csoport, rövidítve EGr), teljes nevén Einsatzgruppen der Sicherheitspolizei und des Sicherheitsdienst („A Biztonsági Rendőrség és a Biztonsági Szolgálat (Sicherheitsdienst) bevetési egységei”) német félkatonai szervezet, elsősorban halálbrigád. Az SS vezetése alá tartozott, annak egyik végrehajtó szervezete volt a második világháború előtt és alatt. Az Einsatzgruppe fő feladatát a nürnbergi per során Erich von dem Bach-Zelewski SS-tábornok így határozta meg: „a zsidók, cigányok és a politikai komisszárok megsemmisítése”. Az Einsatzgruppénak kulcsfontosságú szerepe volt Hitler faji politikájának végrehajtásában a meghódított területeken.
Az Einsatzgruppe általában különböző rendőrségi erők (mint például a Gestapo, a Kripo, vagy a Sicherheitsdienst) tagjaiból és Waffen-SS alkalmazottaiból állt. Ezek a csoportok a Kelet-Európában és a Szovjetunióban előretörő Wehrmacht csapatok után haladtak. A megszállt területeken néha még a helyi lakosság is segítségükre volt. Az Einsatzgruppe személyi állományában számos SS-tag és német állampolgár volt.
Saját feljegyzéseik szerint a halálosztagok több mint egymillió zsidó haláláért felelősek, akik nagy része ártatlan civil volt. Az áldozatoknak semmiféle jogszabályba ütköző cselekmény nem volt felróható. A kivégzések jogi eljárás nélkül, tehát törvénytelenül történtek. Kezdetben a fő célpontok a lengyel értelmiségiek voltak, de később már a kelet-európai zsidók töltötték be ezt a „szerepet”. Raul Hilberg amerikai történész szerint az Einsatzgruppe és a hozzájuk rendelt alakulatok 1941 és 1945 között több mint kétmillió embert gyilkoltak meg, közöttük megközelítőleg 1,3 millió zsidó származásút.
A háború utáni nürnbergi persorozatban, az első főpert követő tizenkét per kilencedikében, az 1947–48-ban zajlott úgynevezett Einsatzgruppe-perben huszonnégy parancsnoki beosztású korábbi EGr-tisztet ítéltek el, köztük tizennégyet kötél általi halálra. Az elítéltek közül egyetlenegyet sem mentettek fel a vádak alól. Később négy további EGr-vezetőt fogtak perbe, és végeztek ki más nemzeti büntetőperekben.

## Története
Az Einsatzgruppék története az Einsatzkommando létrejöttéig vezethető vissza. Az Einsatzkommandót Reinhard Heydrich hozta létre 1938 márciusában, azzal a céllal, hogy az Anschlusst követően az osztrák kormányzati hivatalokat és dokumentumokat lefoglalják. Az Einsatzgruppék eredeti feladata tehát a megszállt területeken lévő hivatalok és a bennük található dokumentumok lefoglalása és a hivatalnokok kikérdezése volt. Az Einsatzgruppékat akkor alapították, amikor 1938 nyarán Németország tervbe vette Csehszlovákia október 1-jén történő megszállását. A megszállás során az Einsatzgruppék feladata az előrenyomuló német csapatok nyomában haladva lefoglalni a kormányzati hivatalokat és hivatalos papírokat. Az Einsatzkommandóval szemben az Einsatzgruppék fegyverrel is rendelkeztek, amelyet szabadon használhattak céljuk eléréséhez. Az 1938-ban aláírt müncheni egyezmény megelőzte azt a háborút, ami miatt az Einsatzgruppékat létrehozták, de az év őszén, amikor a németek megszállták a Szudétavidéket, az Einsatzgruppék szintén bevonultak az elfoglalt területre, és elfoglalták a csehszlovák hivatalokat. 1939. március 15. után Csehszlovákia maradék cseh részét is megszállták a németek és az Einsatzgruppék ismét akcióba lendültek. A feladatuk ezúttal is a hivatalok elfoglalása volt.
Az Einsatzgruppék soha nem voltak állandó csoportok. Általában alkalmi egységek voltak, amelyek tagjait főként SS, SD, vagy valamely német rendőrségi egységből toborozták. Ha a hadművelet véget ért, az Einsatzgruppékat feloszlatták, bár általában ugyanazokat a személyeket alkalmazták, ha az adott egységet ismét szolgálatba állították.

Lengyel nők elhurcolása tömeges kivégzésre egy Palmiryhez közeli erdőben

1939 májusában Hitler elhatározta, hogy augusztus 25-én megtámadja Lengyelországot (később ez az időpont szeptember 1-jére csúszott), ezért Heydrich ismét szolgálatba állította az Einsatzgruppékat, hogy azok az előrenyomuló csapatok mögött haladhassanak. A korábbi hadműveletektől eltérően, ez alkalommal Heydrich szabad kezet adott az Einsatzgruppéknak, hogy megöljenek bárkit aki Németország ellenségének számít.
Lengyelország 1939-es megszállását követően az Einsatzgruppék lengyel értelmiségieket gyilkoltak, többek közt papokat és tanárokat. A nácik minden szlávot Untermenschnek, azaz alsóbb rendűnek tartottak, és a lengyel alsóbb osztályokat rabszolgaként akarták felhasználni. Ennek következtében az Einsatzgruppék feladata a lengyelek erőszakos depolitizásítása és a leginkább nemzeti érzelmű lengyelek meggyilkolása volt. 1940 tavaszán, Hollandia, Belgium és Franciaország lerohanása után az Einsatzgruppék ismét a harcoló csapatok nyomában jártak, de lengyelországi tevékenységükkel szemben itt ismét az eredeti feladatukat látták el, azaz hivatalokat és hivatali dokumentumokat foglaltak le.
A németeknél tervbe volt véve, hogy az Oroszlánfóka hadműveletet követően majd az Egyesült Királyságban is bevetik az alakulatokat. A tervben hat Einsatzgruppe szerepelt, melyek kaptak volna egy 2820 nevet tartalmazó listát, amely a háború után Fekete Könyv néven vált ismertté. A listán olyan személyek neve szerepelt, akiket azonnal le kellett volna tartóztatni.

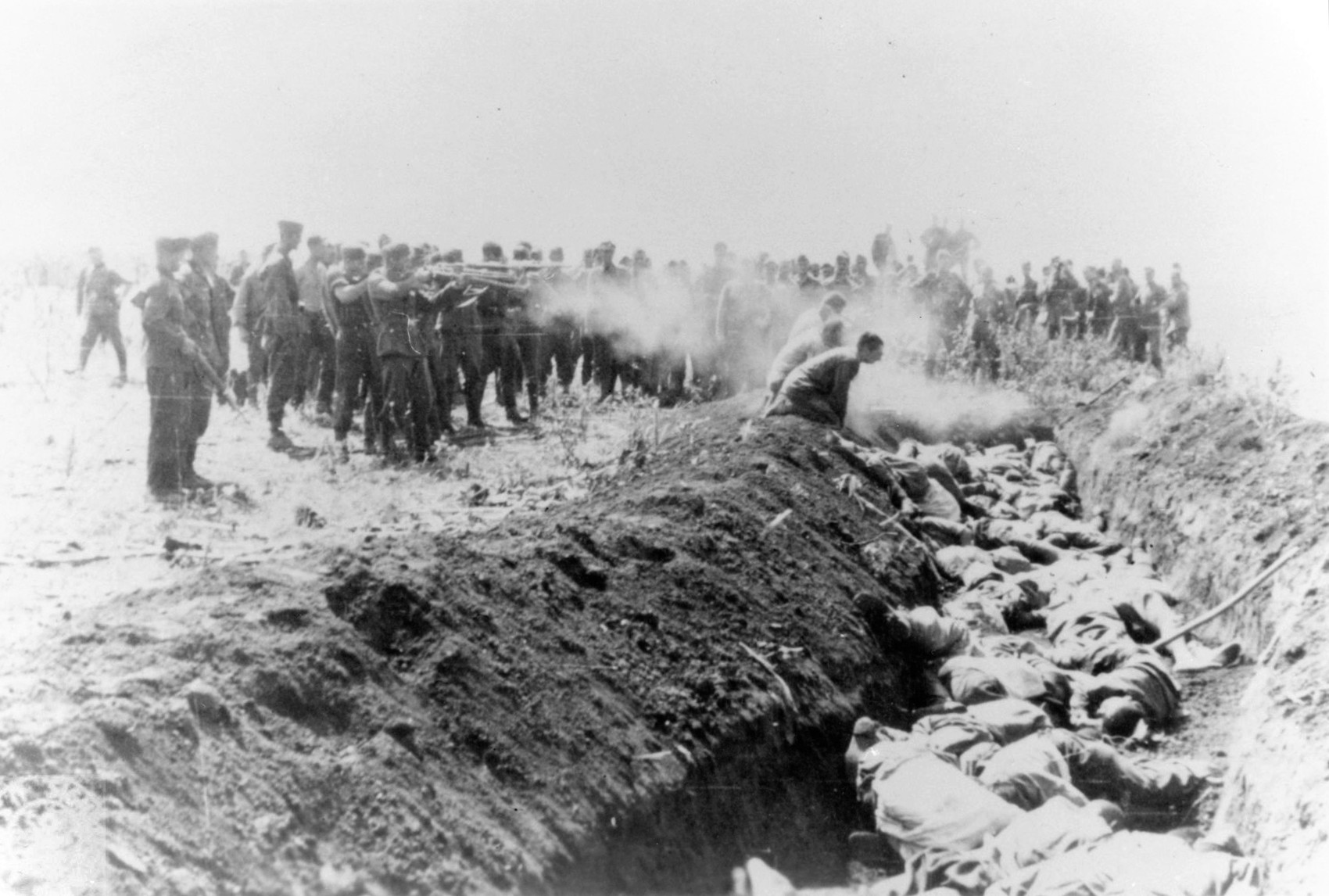
Szovjet civilek tömegmészárlása

A Szovjetunió megtámadását követően az Einsatzgruppék fő feladata a kommunista tisztek és a zsidók megölése volt, de jóval nagyobb mennyiségben, mint Lengyelországban. Ezek az Einsatzgruppék a Reichssicherheitshauptamthoz (Birodalmi Biztonsági Főhivatal) tartoztak, főparancsnokuk pedig Reinhard Heydrich, majd utóda, Ernst Kaltenbrunner volt. Az eredeti terv szerint négy Einsatzgruppét küldtek volna a Szovjetunióba a Barbarossa hadművelet részeként, melyek feladata a kormányzati hivatalok és dokumentumok lefoglalása, a magasabb rangú hivatalnokok likvidálása és a helyi zsidó lakosság elleni uszítás volt. Amikor 1941 júliusában az Einsatzgruppék benyomultak a Szovjetunióba, ezek az alakulatok általában maguk végezték ki a zsidókat, ahelyett, hogy a lakosságot buzdították volna erre. Kezdetben főleg zsidó férfiakat lőttek le, de nyár végére már minden zsidó célponttá vált, korra és nemre való tekintet nélkül. A leghatékonyabb alakulat a korábban szovjet megszállás alatt álló Észtországban, Lettországban és Litvániában tevékenykedő Einsatzgruppe A volt. Az Einsatzgruppe A volt az első alakulat, amelyik megkísérelte a teljes zsidóság módszeres kiirtását a területén. 1941 decembere után a másik három Einsatzgruppe is megkezdte a Raul Hilberg által csak „második söprésnek” hívott zsidógyilkolást, mely 1942 nyaráig tartott. Ezek az alakulatok már versengtek egymással a zsidók kiirtásában.
Az Einsatzgruppék összesen több mint 1,5 millió zsidót, kommunistát, hadifoglyot és cigányt végeztek ki. A Wehrmacht és a helyi antiszemita lakosok segítségével pedig további félmilliót. Az Einsatzgruppékat gyakran használták partizánellenes hadműveletekre is. Az invázió kezdetén ezek az egységek mozgékonyak voltak, de a megszállást követően letelepedtek.

## Gyilkolási módszer

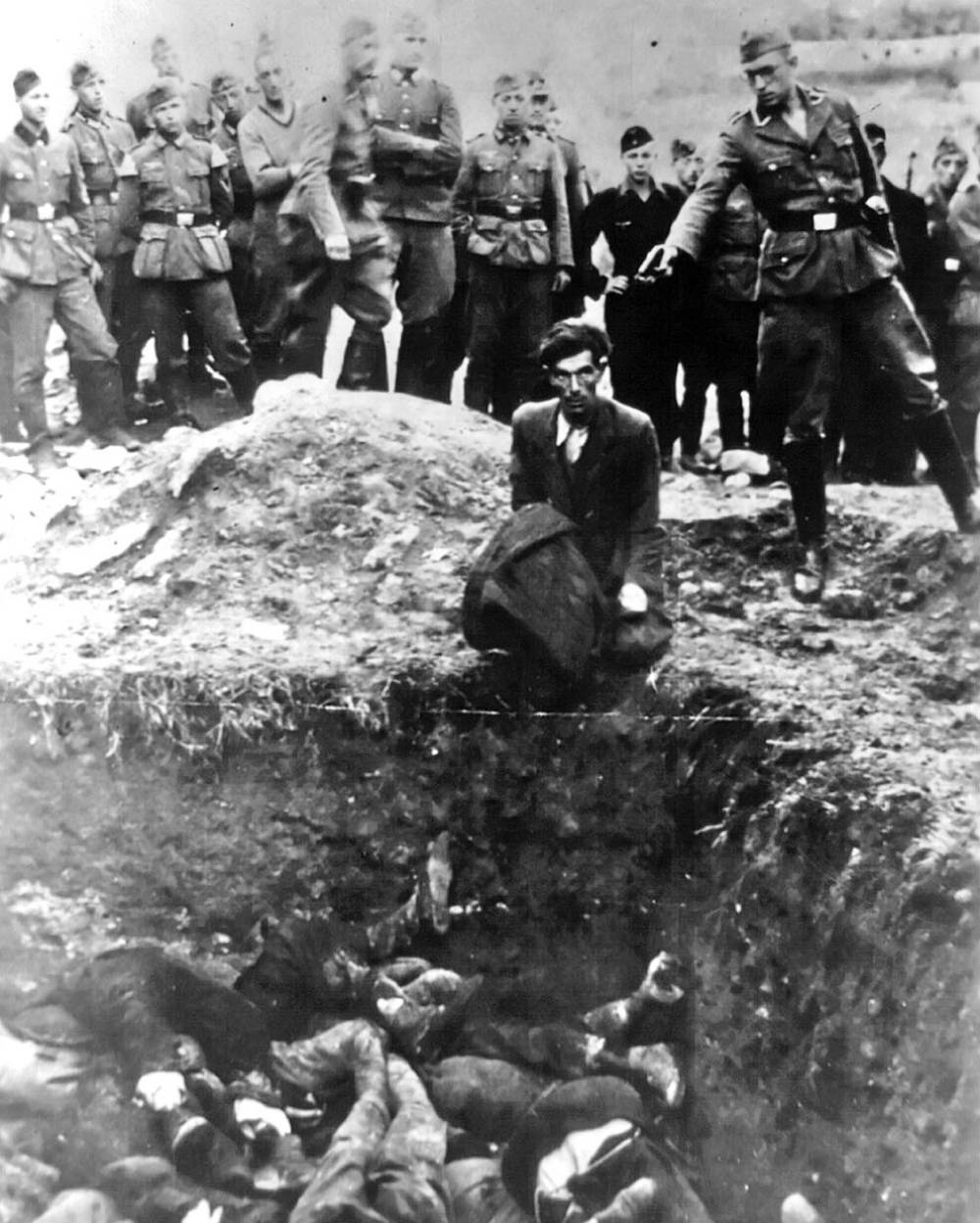
Az Einsatzgruppe D egyik tagja tömegsírba lő egy embert Vinnicjában 1942-ben

Az Einsatzgruppék általában szorosan a Wehrmacht alakulatai után haladtak és bevonultak azokba a falvakba, városokba ahol sok zsidó élt. Amikor beértek a településre, utasították a zsidó vagy kommunista lakosságot, hogy gyűljenek össze a deportáláshoz. Aki nem engedelmeskedett, azt megölték.
Akik engedelmeskedtek, azoknak egy előre meghatározott, település melletti területen kellett gyülekezniük. Ezek a területek voltak a későbbi kivégzőhelyek, ahol előzőleg kiásott sírok, sekély árkok, vagy mély szakadékok voltak. Itt a kivégzőosztagok vártak a tűzparancsra, hogy géppuskával vagy pisztollyal végezzenek az áldozatokkal. Ruháikat és más ingóságaikat az Einsatzgruppék általában lefoglalták. Volt olyan eset is, hogy kivégzése előtt az áldozatot meztelenre vetkőztették. Amikor befejezték a kivégzéseket, a sírokat kézi erővel vagy buldózerrel betemették.
Az Einsatzgruppékat gyakran támogatták más tengelyhatalmi alakulatok is, legtöbbször Wehrmacht és Waffen-SS egységek. A balti államokban és Ukrajnában helyi antiszemiták és kollaboránsok is segítettek a gyilkolásban.
Gyakran gyilkoltak hermetikusan lezárható rakterű teherautókkal. A megsemmisítendő személyeket felterelték az ilyen járművek platójára, majd elindultak a következő város felé. A kipufogógázokat pedig belevezették a hermetikusan lezárt utastérbe. Mire megérkeztek a következő városba, az utastérben már mindenki megfulladt a szén-monoxidtól. A következö áldozataikkal földeltették el a holttesteket. Ez jóval gyorsabb, hatékonyabb és gazdaságosabb módja volt a gyilkolásnak, mint a lőfegyverekkel történő mészárlás. Sőt, a módszer személytelensége miatt kevésbé viselte meg a katonák idegállapotát, mint a főbelövés.

## A Jäger-jelentés

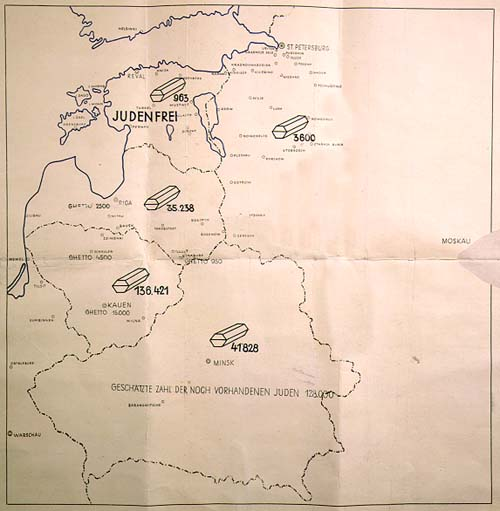
„Az Einsatzgruppe A által végrehajtott zsidó kivégzések” című térkép az 1941 decemberéből származó Jäger-jelentésből. A térkép az adott területen megölt zsidók számát mutatja. A felirat a következő: „a megmaradt zsidók becsült száma 128 000”

Az Einsatzgruppék gyakran jegyezték fel a mészárlásaikat. Egyik leghíresebb ilyen feljegyzés az úgynevezett Jäger-jelentés, mely az Einsatzkommando 3 Litvániában töltött öt hónapja során végrehajtott akcióit írja le. A jelentést az Einsatzkommando 3 parancsnoka, Karl Jäger írta, és részletes listában tárgyalja a mészárlásokat. A jelentés 137 346 áldozatról ír. A jelentésben Karl Jäger többek közt ezt írja „…ma megerősíthetem, hogy az Einsatzkommando 3 megoldotta a zsidókérdést Litvániában. Litvániában nincsen több zsidó, leszámítva a munkás zsidókat és családjukat”. Mindezek ellenére a háború után Jäger Kelet-Németországban élt, saját nevét használva. 1959-ben háborús bűnök miatt letartóztatták, ezt követően pedig öngyilkos lett.

## A háború után
Az Einsatzgruppék felettese, aki közvetlenül Heinrich Himmlernek és Adolf Hitlernek felelt, az SS és a rendőrség vezetője volt, aki minden Einsatzgruppe tevékenységről tudott, és ő kapta meg a jelentéseket is. A második világháború végén számos SS és rendőrségi vezetőt, aki felügyelte a kelet-európai és Szovjetunióbeli kivégzéseket, kivégeztek, vagy saját kezével vetettek véget életüknek, még elfogásuk előtt. Az alacsonyabb rangú vezetők nagy része meghalt a háborúban, a foglyok végeztek velük, a szovjetek kivégezték őket, vagy szovjet fogolytáborokban lelték halálukat. Akik túlélték a háborút, azok egyszerűen visszatértek szülőhazájukba, és folytatták életüket, ugyanis nem indult ellenük eljárás, mivel túl sokan voltak.
Az Einsatzgruppék legfelsőbb vezetői az Amerikai Egyesült Államok bíróságai előtt feleltek emberiség elleni és háborús bűnökért, valamint SS-tagságuk miatt (az SS-t ui. a győztesek bűnszövetkezetnek nyilvánították). A pert Einsatzgruppen-pernek vagy „későbbi nürnbergi pernek” nevezik. A per során tizennégy halálos és öt életfogytiglani ítélet született, de mindössze négy halálbüntetést hajtottak végre, 1951. június 7-én. A többi ítéletet megváltoztatták.

## Felépítés
| Einsatzgruppe                                                              | Vezető                                                             | Alcsoportok |
| -------------------------------------------------------------------------- | ------------------------------------------------------------------ | --- |
| Einsatzgruppe A a Balti államokban                                         | SS-Brigadeführer Dr.Franz Walter Stahlecker (1942. március 23-áig) | Sonderkommando 1 a és 1 b (németül különleges egység, nem összetévesztendő a koncentrációs táborok Sonderkommandoival) Einsatzkommando 2 és 3. Az Észak Hadseregcsoport részei. |
| Einsatzgruppe B Fehéroroszországban                                        | SS-Brigadeführer Artur Nebe (1941 októberéig)                      | Sonderkommando 7 a és 7 b, az Einsatzkommando 8 és 9, valamint egy „különleges egység” Moszkva elfoglalása esetén. Közép Hadseregcsoport részei.                                |
| Einsatzgruppe C Észak- és Kelet-Ukrajnában                                 | SS-Gruppenführer Dr. Otto Rasch (1941 októberéig)                  | Sonderkommando 4 a és 4 b valamint a Paul Blobel vezette Sonderkommando 4 A Einsatzkommando 5 és 6. A Dél Hadseregcsoport részei.                                               |
| Einsatzgruppe D Besszarábiában, Dél-Ukrajnában, A Krímben és a Kaukázusban | SS-Gruppenführer Prof. Otto Ohlendorf (1942 júniusáig)             | Sonderkommando 10 a és 10 b valamint a Einsatzkommando 11 a, 11 b és 12. A Dél Hadseregcsoport részei.                                                                          |